# (12241) Lefort
(12241) Lefort (1988 PQ2) – planetoida z pasa głównego asteroid okrążająca Słońce w ciągu 3,56 lat w średniej odległości 2,33 j.a. Odkryta 13 sierpnia 1988 roku.